# Торнтон (Іллінойс)
Торнтон (англ. Thornton) — селище (англ. village) в США, в окрузі Кук штату Іллінойс. Населення — 2386 осіб (2020).

## Географія
Торнтон розташований за координатами 41°34′27″ пн. ш. 87°37′9″ зх. д. / 41.57417° пн. ш. 87.61917° зх. д. (41.574149, -87.619300).  За даними Бюро перепису населення США в 2010 році селище мало площу 6,15 км², з яких 6,08 км² — суходіл та 0,07 км² — водойми.

## Демографія
Згідно з переписом 2010 року, у селищі мешкало 2338 осіб у 956 домогосподарствах у складі 621 родини. Густота населення становила 380 осіб/км².  Було 1027 помешкань (167/км²).
Расовий склад населення:
| - 83,0 % — білих - 9,6 % — чорних або афроамериканців - 0,7 % — азіатів - 0,6 % — корінних американців - 3,3 % — осіб інших рас |

До двох чи більше рас належало 2,8 %. Частка іспаномовних становила 8,8 % від усіх жителів.
За віковим діапазоном населення розподілялося таким чином: 21,4 % — особи молодші 18 років, 62,9 % — особи у віці 18—64 років, 15,7 % — особи у віці 65 років та старші. Медіана віку мешканця становила 41,3 року. На 100 осіб жіночої статі у селищі припадало 95,3 чоловіків;  на 100 жінок у віці від 18 років та старших — 93,3 чоловіків також старших 18 років.
Середній дохід на одне домашнє господарство  становив 54 290 доларів США (медіана — 45 650), а середній дохід на одну сім'ю — 64 845 доларів (медіана — 59 286). Медіана доходів становила 53 494 долари для чоловіків та 36 791 долар для жінок. За межею бідності перебувало 12,9 % осіб, у тому числі 12,3 % дітей у віці до 18 років та 5,6 % осіб у віці 65 років та старших.
Цивільне працевлаштоване населення становило 1145 осіб. Основні галузі зайнятості: освіта, охорона здоров'я та соціальна допомога — 19,0 %, роздрібна торгівля — 14,5 %, мистецтво, розваги та відпочинок — 11,1 %, виробництво — 10,7 %.